# 何富强
何富强（1958年—），男，汉族，福建晋江人，中华人民共和国政治人物。现任汇富集团发展有限公司董事长。第十三、十四届全国政协委员。